# Таџикистан на Светском првенству у атлетици на отвореном 2015.
Таџикистан је учествовао на Светском првенству у атлетици на отвореном 2015. одржаном у Пекингу од 12. до 30. августа дванаести пут, односно учествовао је под данашњим именом на свим првенствима од 1993. до данас. Репрезентацију ове земље представљало је двоје атлетичара, који су се такмичили у две дисцилине.,.
На овом првенству представници Таџикистана освојили су једну сребрну медаљу. Овим успехом Таџикистан је делио 25 место у укупном пласману освајача медаља.  Освојена медаља била је прва сребрна и укупно 3 медаље освојене на светским првенствима на отвореном. (2з+1с+0б).
У табели успешности према броју и пласману такмичара који су учествовали у финалним такмичењима (првих 8 такмичара) Таџикистан је са 1 учесником у финалу делило 44. место са 7 бодова, од 68 земаља које су имале представнике у финалу. На првенству је учествовало 207 земаља чланица ИААФ.
| Пл.  | Земља      | 1. место | 2. место | 3. место | 4. место | 5. место | 6. место | 7. место | 8. место | Бр. фин. | Бод. |
| ---- | ---------- | -------- | -------- | -------- | -------- | -------- | -------- | -------- | -------- | -------- | ---- |
| =44. | Таџикистан | 0        | 1        | 0        | 0        | 0        | 0        | 0        | 0        | 1        | 7    |

## Учесници
| Мушкарци: - Дилшод Назаров — Бацање кладива | Жене: - Кристина Пронженко — трка на 200 метара |  |

## Освајачи медаља

### Сребро (1)
- Дилшод Назаров — бацање кладива

## Резултати

### Мушкарци
| Атлетичар      | Дисциплина     | Лични рекорд | Квалификације | Квалификације | Финале   | Финале | Детаљи |
| Атлетичар      | Дисциплина     | Лични рекорд | Резултат      | Место         | Резултат | Место  | Детаљи |
| -------------- | -------------- | ------------ | ------------- | ------------- | -------- | ------ | ------ |
| Дилшод Назаров | Бацање кладива | 80,71        | 75,56         | 4. у гр. А кв | 78,55    |        |        |

### Жене
| Атлетичарка        | Дисциплина | Лични рекорд | Квалификације | Квалификације | Полуфинала        | Полуфинала        | Финале            | Финале       | Детаљи |
| Атлетичарка        | Дисциплина | Лични рекорд | Резултат      | Пласман       | Резултат          | Пласман           | Резултат          | Пласман      | Детаљи |
| ------------------ | ---------- | ------------ | ------------- | ------------- | ----------------- | ----------------- | ----------------- | ------------ | ------ |
| Кристина Пронженко | 200 метара | 25,52        | 25,77         | 8 у гр. 7     | није се пласирала | није се пласирала | није се пласирала | 49 / 49 (51) |        |